# Polydome
Polydome est un centre de congrès et d'expositions situé à Clermont-Ferrand, sur la place du 1er mai.

## Historique
En 1995, la ville de Clermont-Ferrand a décidé de lancer la réalisation d'un centre d'expositions et de congrès. La manufacture Michelin lui proposait d'acquérir l'ancienne SOCAP (grand magasin fonctionnant en coopérative d'achat), un espace de 17 000 m² situé place du 1er mai.
Initialement, une médiathèque devait être réalisée pour le comité d'établissement Michelin en plus du centre d'expositions, mais ce projet a été abandonné. En lieu et place de cet équipement, la municipalité a décidé de construire une salle de musiques actuelles, devenue depuis la Coopérative de Mai. 
Polydome a ouvert ses portes en 1999.

## Caractéristiques
- Un auditorium de 650 places
- Hall d'exposition de 4 000 m²
- 14 salles de réunion
- 2 espaces polyvalents de 1 500 m²
- 1 espace restauration de 1 500 m²[1]